# John Thompson Productions
John Thompson Productions — німецька порнографічна кіностудія, яка розташована в Берліні (Німеччина). Студія найбільш відома своїм серіалом German Goo Girls (GGG) на тему буккаке, але в неї є й інші серіали з таких тем як генг-бенг, уролагнія, урофагія, БДСМ, еротичне приниження та грубий секс. John Thompson Productions є однією з найвідоміших і найбільш продаваних німецьких та європейських порностудій. Джон Томпсон та його фільми вигравали або були номіновані на кілька порнографічних нагород, але екстремальний зміст призвів до заборони кількох фільмів у деяких країнах.

## Засновник
Джон Томпсон (справжнє ім'я Реймонд Луїс Бахарак; народився 11 травня 1945) — кінопродюсер і кінорежисер усіх студій John Thompson Productions. Вивчав психологію та мистецтво в Західному Берліні. До заснування своєї компанії він працював режисером і оператором у німецькому порнолейблі Puaka. Він заснував John Thompson Productions у 1997 році і створив за 10 років понад тисячу фільмів, зазвичай випускаючи шість нових DVD щомісяця.

## Серія

### German Goo Girls
Серія German Goo Girls (GGG) започаткована у 1997 році та є найуспішнішим продуктом John Thompson Productions. Вона зосереджена на буккаке та «сніжних комах» (сексуальна практика, під час якої одна особа бере чиюсь сперму в рот, а потім передає її в рот іншої людини, як правило, через поцілунки), містить генг-бенг, секс між жінками, уролагнію. GGG розповсюджується в Сполучених Штатах компанією Black Widow Productions, якій довелося переїхати в більше переміщення, щоб впоратися з попитом на серіал. Серія GGG отримала нагороду від Venus Award в категорії «спеціальна відеопродукція» на церемонії у 2004 році. Один з фільмів під назвою «Шоу сперми Сіссі» (Cissie's Cum Show) був номінований на AVN Awards 2006 в категорії «Найкращий спеціальний випуск – інший жанр» (Best Specialty Release – Other Genre). Серіал також отримав нагороду Adam Film World за найбільш обурливий секс-серіал у 2005 році. Німецький письменник Марсель Фейгі описує German Goo Girls у своїй книзі «Все про порно!» (Alles über Porno!) 2008 року. Натомість серія GGG Vollgespritzt & Vollgepisst була заборонена у Канаді, оскільки місцева влада вважає його непристойною. Успішну порнокар'єру в Сполучених Штатах завдяки серії German Goo Girls зробила актриса Аннетт Шварц.

### 666
Започаткований у 2001 році серіал під назвою «666» зосереджується в основному на уролагнії та урофагії, хоча він також містить елементи буккаке. Серіал був заборонений у Швейцарії. Продаж серії «Vollgepisst !!! and Wasser Marsch!» заборонено також у Канаді, а «Piss Bude» — Австралії. Усі серії 666 та будь-які інші фільми Джона Томпсона про уролагнію, заборонені в Новій Зеландії, оскільки там публікація будь-чого, що пропагує або підтримує уролагнію, є злочином, та карається до 10 років ув’язнення, а зберігання фільмів із зображенням уролагнії карається до 5 років ув’язнення.

### Sexbox
Започаткований у 2004 році, серіал Sexbox в основному зосереджується на БДСМ, еротичному приниженні та грубому сексі, з деякою кількістю буккаке та уролагнії. Серіал заборонений у Швейцарії, а Sexbox 15 був конфіскований німецькою владою.

### Дівчачий рот
Започаткований у 2007 році, «Дівчачий рот» (Mädchenmund) зосереджується на жінках старше 18 років. Він містить розлогі діалоги, незвичні для John Thompston Productions. Сюжети серіалу, як правило, показують якусь наївну молоду дівчину на прийомі у лікаря чи кастингу у театрального агента, яку схилили до сексу проти її волі. Серіал отримав нагороду за найкращий новий відеосеріал на Eroticline Awards 2006.

### GGG John Thompsons Casting Girls
Серія з кастингом дівчат — це погляд з залаштунків на процес відбору нових актрис для John Thompson Productions.